# Crematogaster polymnia
Crematogaster polymnia är en myrart som beskrevs av Santschi 1922. Crematogaster polymnia ingår i släktet Crematogaster och familjen myror.

## Underarter
Arten delas in i följande underarter:
- C. p. oeagria
- C. p. polymnia